# Edgewood (Florida)
Edgewood ist eine Stadt im Orange County im US-Bundesstaat Florida. Das U.S. Census Bureau hat bei der Volkszählung 2020 eine Einwohnerzahl von 2.685 ermittelt.

## Geographie
Edgewood grenzt an die Städte Orlando und Belle Isle.

## Demographische Daten
Laut der Volkszählung 2010 verteilten sich die damaligen 2503 Einwohner auf 1137 Haushalte. Die Bevölkerungsdichte lag bei 807,4 Einw./km². 79,5 % der Bevölkerung bezeichneten sich als Weiße, 10,6 % als Afroamerikaner, 0,2 % als Indianer und 4,4 % als Asian Americans. 2,6 % gaben die Angehörigkeit zu einer anderen Ethnie und 2,7 % zu mehreren Ethnien an. 13,4 % der Bevölkerung bestand aus Hispanics oder Latinos.
Im Jahr 2010 lebten in 30,9 % aller Haushalte Kinder unter 18 Jahren sowie 27,3 % aller Haushalte Personen mit mindestens 65 Jahren. 68,8 % der Haushalte waren Familienhaushalte (bestehend aus verheirateten Paaren mit oder ohne Nachkommen bzw. einem Elternteil mit Nachkomme). Die durchschnittliche Größe eines Haushalts lag bei 2,52 Personen und die durchschnittliche Familiengröße bei 3,02 Personen.
23,2 % der Bevölkerung waren jünger als 20 Jahre, 23,3 % waren 20 bis 39 Jahre alt, 32,7 % waren 40 bis 59 Jahre alt und 21,0 % waren mindestens 60 Jahre alt. Das mittlere Alter betrug 43 Jahre. 49,5 % der Bevölkerung waren männlich und 50,5 % weiblich.
Das durchschnittliche Jahreseinkommen lag bei 74.167 $, dabei lebten 5,6 % der Bevölkerung unter der Armutsgrenze.
Im Jahr 2000 war Englisch die Muttersprache von 89,52 % der Bevölkerung und spanisch sprachen 10,48 %.

## Verkehr
Edgewood wird von der Florida State Road 527 durchquert. Der nächste Flughafen ist der Orlando International Airport (rund 10 km südöstlich).

## Kriminalität
Die Kriminalitätsrate lag im Jahr 2010 mit 267 Punkten (US-Durchschnitt: 266 Punkte) im durchschnittlichen Bereich. Es gab zwei Raubüberfälle, eine Körperverletzung, 29 Einbrüche, 56 Diebstähle und fünf Autodiebstähle.